# التقاء خاطرين
التقاء الخاطرين هو عند البلغاء أن يتّفق شاعران في المجاوبات على قول مصراع أو بيت من الشعر، إذا يراد معنى أو صفة بحيث لا يتّهم أحدهما بالأخذ من الآخر، وذلك بأن يكون كلاهما في زمان واحد ومكان واحد، فينشئان قولا على ذلك الخط، بحيث لم يطّلع أحدهما على ما يقوله الآخر.
وكانوا إذا كان هذا الأمر (أي طريق المجاوبات) يتفق الاثنان فيما بينهما على مدة يومين ثم يصنعون شيئا بشرط أن يكون تلاقيهما غير ممكن، فله نفس الحكم. وإذا وافق بيت لأحد المتأخّرين بيت أحد من المتقدمين، وكان القائل من أصحاب القريحة القوية فهذا من هذا القبيل. كما يقال لذلك أيضًا توارد الخواطر.